# Jürgen Kroymann (Philologe)
Jürgen Kroymann (* 31. März 1911 in Steglitz; † 25. November 1980 in Tübingen) war ein deutscher klassischer Philologe.

## Leben
Jürgen Kroymann war der Sohn des klassischen Philologen Emil Kroymann (1865–1951). Er besuchte von 1920 bis 1929 das Steglitzer Gymnasium, dessen Schulleiter sein Vater war, und studierte anschließend klassische Philologie und Germanistik an den Universitäten Berlin und Heidelberg. 1935 legte er das Staatsexamen in den Fächern Griechisch, Latein, Deutsch und Philosophie ab und wurde bei Werner Jaeger zum Dr. phil. promoviert. Seine Dissertation Sparta und Messenien: Untersuchungen zur Überlieferung der Messenischen Kriege erschien 1937 in der von Jaeger herausgegebenen Reihe Neue Philologische Untersuchungen (Heft 11).
Nach der Promotion arbeitete Kroymann als Assistent am Philologischen Seminar der Universität Berlin und erreichte bereits 1937 seine Habilitation mit Quellenuntersuchungen zum vierten Buch der Reisebeschreibungen des Pausanias. Im selben Jahr heiratete er Dr. Ilse Schoenian, die Tochter des Bankdirektors Otto Schoenian. 1938 ging Kroymann als Oberassistent an die Universität Breslau. Nach Ausbruch des Zweiten Weltkriegs wurde er zunächst nicht zum Dienst herangezogen. Von 1941 bis 1942 vertrat er den Lehrstuhl für klassische Philologie an der Universität Münster. Ab 1942 diente Kroymann in der Wehrmacht, wurde jedoch bis zum Kriegsende im Lehrkörper der Universität Breslau geführt.
Nach kurzer Kriegsgefangenschaft zog Kroymann 1945 nach Fallingbostel. Zunächst arbeitete er als Leiter der Übergangslehrgänge an den Oberschulen Walsrode und Soltau (bis 1947), als Leiter der Volkshochschule Fallingbostel (bis 1948) sowie als Dozent für deutsche Sprache und Literatur am britischen Wyran-College in Bomlitz (bis 1946). Von 1948 bis 1949 absolvierte er das Referendariat an höheren Schulen in Hannover und Wunstorf.
1949 erhielt Kroymann eine Dozentenstelle an der Universität Tübingen. Die Rufe der Humboldt-Universität zu Berlin und der Universität Halle (Saale) auf ordentliche Lehrstühle seines Faches (1949/1952) lehnte er ab. 1954 nahm er eine Professur mit Lehrstuhl für klassische Philologie an der Universität Greifswald und eine Gastprofessor an der Universität Rostock wahr. Den Ruf der Universität Jena auf den Lehrstuhl für klassische Philologie (1955) lehnte er ab. Stattdessen kehrte er nach Tübingen zurück, wo er 1958 zum außerplanmäßigen Professor und 1969 zum Wissenschaftlichen Rat und Professor ernannt wurde. 1976 trat Kroymann in den Ruhestand.
Kroymann war Vater von fünf Kindern, darunter der Jurist Albrecht Kroymann sowie die Schauspielerin und Kabarettistin Maren Kroymann.